# Tâmpa (okręg Hunedoara)
Tâmpa – wieś w Rumunii, w okręgu Hunedoara, w gminie Băcia. W 2011 roku liczyła 722 mieszkańców.